# Oliver McCall
Oliver McCall (Chicago, 21 de abril de 1965) es un boxeador de los Estados Unidos del Peso pesado conocido por ganar el título del Consejo Mundial de Boxeo en 1994, después de ganar por nocaut a Lennox Lewis.

## Biografía
Comenzó su carrera profesional en 1985 y poco a poco fue subiendo en las clasificaciones de los pesos pesados. Ganó a Jesse Ferguson y al que sería también campeón del mundo de los pesos pesados Bruce Seldon, aunque perdió por decisión ante Tony Tucker antes de pelear ante Lennox Lewis en 1994. Ganó a Lewis después de derribarle aunque éste se quejó de que el árbitro no permitió seguir el combate ya que estaba en condiciones de continuar.
Defendió con éxito el título ante el ex-campeón de 45 años, Larry Holmes en Las Vegas por decisión 115-112, 115-114 y 114-113. Volvió a pelear en Londres ante Frank Bruno en 1995 y perdió por decisión unánime. Volvió a pelear 6 meses más tarde ante el futuro campeón del Consejo Mundial de Boxeo, Oleg Maskaev al que ganó en menos de 3 minutos.
El 7 de febrero de 1997, en Las Vegas, volvió a pelear ante Lewis por el título vacante del Consejo. Fue un combate raro ya que McCall se negó a pelear en el cuarto y quinto asaltos y empezó a llorar, lo que obligó al árbitro a detener el combate y dar la victoria a Lewis.

## Récord profesional
| 58 Ganadas (37 KOs), 14 Derrotas, 2 Sin decisión |           |                     |      |               |            |                                                                        |                                                                                                  |
| Res.                                             | Récord    | Oponente            | Tipo | Rd., Tiempo   | Datos      | Localidad                                                              | Notas                                                                                            |
| Victoria                                         | 58–14 (2) | Larry Knight        | UD   | 6             | 2018-11-03 | HEB Tennis Centre, Corpus Christi (Texas), U.S.                        |                                                                                                  |
| Derrota                                          | 57–14 (2) | Marcin Rekowski     | UD   | 10            | 2014-04-26 | Arena Legionowo, Legionowo, Polonia                                    |                                                                                                  |
| Victoria                                         | 57–13 (2) | Marcin Rekowski     | SD   | 8             | 2014-02-01 | Hala Okrąglak, Opole, Polonia                                          |                                                                                                  |
| Derrota                                          | 56–13 (2) | Krzysztof Zimnoch   | UD   | 8             | 2013-05-18 | Arena Legionowo, Legionowo, Polonia                                    |                                                                                                  |
| Derrota                                          | 56–12 (2) | Francesco Pianeta   | UD   | 10            | 2012-05-16 | Brandenburg-Halle, Frankfurt, Alemania                                 |                                                                                                  |
| Victoria                                         | 56–11 (2) | Damian Wills        | UD   | 10            | 2011-08-20 | Athletic Fencing Center, Houston, Texas, U.S.                          | Gana el vacante título WBF (Foundation) Intercontinental del peso pesado                         |
| Derrota                                          | 55–11 (2) | Cedric Boswell      | UD   | 10            | 2011-03-18 | Seminole Hard Rock Hotel and Casino, Hollywood, Florida, U.S.          | Por el vacante título WBA–NABA y WBC Latino del peso pesado                                      |
| Victoria                                         | 55–10 (2) | Fres Oquendo        | SD   | 12            | 2010-12-07 | Seminole Hard Rock Hotel and Casino, Hollywood, Florida, U.S.          | Gana el vacante título IBF Inter-Continental del peso pesado                                     |
| Derrota                                          | 54–10 (2) | Timur Ibragimov     | UD   | 12            | 2010-06-15 | Seminole Hard Rock Hotel and Casino, Hollywood, Florida, U.S.          | Por el vacante título WBA–NABA del peso pesado                                                   |
| Victoria                                         | 54–9 (2)  | Lance Whitaker      | UD   | 10            | 2009-10-23 | The Orleans, Paradise, Nevada, U.S.                                    |                                                                                                  |
| Victoria                                         | 53–9 (2)  | Franklin Lawrence   | UD   | 10            | 2009-08-21 | The Orleans, Paradise, Nevada, U.S.                                    |                                                                                                  |
| Victoria                                         | 52–9 (2)  | John Hopoate        | TKO  | 2 (10), 1:26  | 2009-05-22 | The Orleans, Paradise, Nevada, U.S.                                    |                                                                                                  |
| Derrota                                          | 51–9 (2)  | Juan Carlos Gómez   | UD   | 12            | 2007-10-19 | Estrel Hotel, Berlín, Alemania                                         | Pierde el título WBC International del peso pesado                                               |
| Victoria                                         | 51–8 (2)  | Sinan Şamil Sam     | UD   | 12            | 2007-06-16 | Atatürk Sport Hall, Ankara, Turquía                                    | Gana el título WBC International del peso pesado                                                 |
| Victoria                                         | 50–8 (2)  | Marion Wilson       | UD   | 8             | 2007-02-24 | ABC Sports Complex, Springfield, Virginia, U.S.                        |                                                                                                  |
| Victoria                                         | 49–8 (2)  | Yanqui Díaz         | KO   | 7 (10), 2:28  | 2006-12-09 | Seminole Hard Rock Hotel and Casino, Hollywood, Florida, U.S.          |                                                                                                  |
| Victoria                                         | 48–8 (2)  | Darroll Wilson      | TKO  | 4 (12), 0:40  | 2006-09-09 | Louisville Gardens, Louisville, Kentucky, U.S.                         | Por el vacante título WBC FECARBOX del peso pesado                                               |
| Victoria                                         | 47–8 (2)  | Kenny Craven        | TKO  | 1 (10), 1:09  | 2006-06-30 | Seminole Hard Rock Hotel and Casino, Hollywood, Florida, U.S.          |                                                                                                  |
| Victoria                                         | 46–8 (2)  | Wallace McDaniel    | TKO  | 3 (8), 1:37   | 2006-05-27 | The Plex, North Charleston, South Carolina, U.S.                       |                                                                                                  |
| NC                                               | 45–8 (2)  | Juan Carlos Gómez   | UD   | 10            | 2005-10-15 | Burg-Wächter Castello, Düsseldorf, Germany                             | Originalmente ganó por UD Gómez, luego cambiado a NC después de que fallara una prueba de drogas |
| Victoria                                         | 45–8 (1)  | Przemysław Saleta   | TKO  | 4 (10), 2:40  | 2005-08-13 | United Center, Chicago, Illinois, U.S.                                 |                                                                                                  |
| Victoria                                         | 44–8 (1)  | Kelvin Hale         | UD   | 8             | 2005-05-10 | Kennel Club, Sarasota, Florida, U.S.                                   |                                                                                                  |
| Victoria                                         | 43–8 (1)  | Cornelius Ellis     | UD   | 8             | 2005-04-16 | M.C. Benton Jr. Convention Center, Winston-Salem, North Carolina, U.S. |                                                                                                  |
| Victoria                                         | 42–8 (1)  | Marion Wilson       | DQ   | 6 (8)         | 2005-02-05 | Convention Center, Washington D. C., U.S.                              | Wilson descalificado por posesión repetida                                                       |
| Derrota                                          | 41–8 (1)  | DaVarryl Williamson | UD   | 10            | 2004-11-13 | Madison Square Garden, New York City, New York, U.S.                   |                                                                                                  |
| Victoria                                         | 41–7 (1)  | Vernon Woodward     | TKO  | 3 (8), 1:26   | 2004-09-25 | Firelake Casino, Shawnee, Oklahoma, U.S.                               |                                                                                                  |
| Victoria                                         | 40–7 (1)  | Dennis McKinney     | TKO  | 3 (10)        | 2003-04-24 | The Plex, North Charleston, South Carolina, U.S.                       |                                                                                                  |
| Victoria                                         | 39–7 (1)  | Henry Akinwande     | KO   | 10 (10), 2:13 | 2001-11-17 | Mandalay Bay Events Center, Paradise, Nevada, U.S.                     |                                                                                                  |
| Victoria                                         | 38–7 (1)  | Matt Green          | TKO  | 1 (10), 1:38  | 2001-09-29 | Martinsville, Virginia, U.S.                                           |                                                                                                  |
| Victoria                                         | 37–7 (1)  | Sedreck Fields      | SD   | 10            | 2000-08-11 | Paris Las Vegas, Paradise, Nevada, U.S.                                |                                                                                                  |
| Victoria                                         | 36–7 (1)  | Marcus McIntyre     | KO   | 3 (10), 0:57  | 2000-05-25 | Grand Casino, Tunica, Mississippi, U.S.                                |                                                                                                  |
| Victoria                                         | 35–7 (1)  | Ric Lainhart        | TKO  | 1 (10), 2:25  | 2000-02-12 | Jim Davidson Theatre, Pembroke Pines, Florida, U.S.                    |                                                                                                  |
| Victoria                                         | 34–7 (1)  | Will Hinton         | TKO  | 1 (10), 1:17  | 1999-12-18 | Grand Casino, Tunica, Mississippi, U.S.                                |                                                                                                  |
| NC                                               | 33–7 (1)  | Samson Cohen        | NC   | 2 (10)        | 1999-09-25 | High School, Bassett, Virginia, U.S.                                   | NC después de que Cohen no pudiera continuar debido a una caída fuera del ring                   |
| Victoria                                         | 33–7      | Samson Cohen        | KO   | 1 (10)        | 1998-02-24 | Nashville, Tennessee, U.S.                                             |                                                                                                  |
| Victoria                                         | 32–7      | Abdul Muhaymin      | UD   | 10            | 1998-02-03 | Nashville, Tennessee, U.S.                                             |                                                                                                  |
| Victoria                                         | 31–7      | Mike Acklie         | KO   | 1 (10)        | 1998-01-06 | Nashville, Tennessee, U.S.                                             |                                                                                                  |
| Victoria                                         | 30–7      | Mike DeVito         | TKO  | 2 (8)         | 1997-12-16 | Music City Mix Factory, Nashville, Tennessee, U.S.                     |                                                                                                  |
| Victoria                                         | 29–7      | Brian Yates         | TKO  | 8 (10)        | 1997-11-04 | Music City Mix Factory, Nashville, Tennessee, U.S.                     |                                                                                                  |
| Derrota                                          | 28–7      | Lennox Lewis        | TKO  | 5 (12), 0:55  | 1997-02-07 | Las Vegas Hilton, Winchester, Nevada, U.S.                             | Por el vacante título WBC del peso pesado                                                        |
| Victoria                                         | 28–6      | James Stanton       | RTD  | 6 (10), 0:01  | 1996-03-23 | Miami Arena, Miami, Florida, U.S.                                      |                                                                                                  |
| Victoria                                         | 27–6      | Oleg Maskaev        | TKO  | 1 (10), 1:38  | 1996-02-24 | Coliseum, Richmond, Virginia, U.S.                                     |                                                                                                  |
| Derrota                                          | 26–6      | Frank Bruno         | UD   | 12            | 1995-09-02 | Wembley Stadium, Londres, Inglaterra                                   | Pierde el título WBC del peso pesado                                                             |
| Victoria                                         | 26–5      | Larry Holmes        | UD   | 12            | 1995-04-08 | Caesars Palace, Paradise, Nevada, U.S.                                 | Retiene el título WBC del peso pesado                                                            |
| Victoria                                         | 25–5      | Lennox Lewis        | TKO  | 2 (12), 0:31  | 1994-09-24 | Wembley Arena, Londres, Inglaterra                                     | Gana el título WBC del peso pesado                                                               |
| Victoria                                         | 24–5      | Dan Murphy          | TKO  | 1 (10)        | 1994-02-26 | Earls Court Exhibition Centre, Londres, Inglaterra                     |                                                                                                  |
| Victoria                                         | 23–5      | Art Card            | KO   | 1 (10)        | 1993-12-18 | Estadio Cuauhtémoc, Puebla City, México                                |                                                                                                  |
| Victoria                                         | 22–5      | Francesco Damiani   | TKO  | 8 (10), 1:09  | 1993-04-23 | The Pyramid, Memphis, Tennessee, U.S.                                  |                                                                                                  |
| Victoria                                         | 21–5      | Mike Dixon          | TKO  | 2 (10), 2:48  | 1993-01-30 | The Pyramid, Memphis, Tennessee, U.S.                                  |                                                                                                  |
| Victoria                                         | 20–5      | Lawrence Carter     | KO   | 3 (10)        | 1992-12-13 | The Mirage, Paradise, Nevada, U.S.                                     |                                                                                                  |
| Derrota                                          | 19–5      | Tony Tucker         | SD   | 12            | 1992-06-26 | CSU Convocation Center, Cleveland, Ohio, U.S.                          | Gana el título NABF del peso pesado                                                              |
| Victoria                                         | 19–4      | Mike Rouse          | TKO  | 4 (10), 2:54  | 1992-02-15 | The Mirage, Paradise, Nevada, U.S.                                     |                                                                                                  |
| Victoria                                         | 18–4      | Jesse Ferguson      | UD   | 10            | 1991-08-08 | Trump's Castle, Atlantic City, New Jersey, U.S.                        |                                                                                                  |
| Victoria                                         | 17–4      | Danny Wofford       | TKO  | 5 (10)        | 1991-06-08 | Civic Center, Salem, Virginia, U.S.                                    |                                                                                                  |
| Victoria                                         | 16–4      | Bruce Seldon        | TKO  | 9 (10), 2:37  | 1991-04-18 | Etess Arena, Atlantic City, New Jersey, U.S.                           |                                                                                                  |
| Derrota                                          | 15–4      | Orlin Norris        | SD   | 10            | 1990-11-17 | Lee County Civic Center, Fort Myers, Florida, U.S.                     |                                                                                                  |
| Victoria                                         | 15–3      | Lionel Butler       | SD   | 10            | 1990-07-16 | Central Plaza Hotel, Oklahoma City, Oklahoma, U.S.                     |                                                                                                  |
| Derrota                                          | 14–3      | Buster Douglas      | UD   | 10            | 1989-07-21 | Convention Hall, Atlantic City, New Jersey, U.S.                       |                                                                                                  |
| Victoria                                         | 14–2      | Bruce Johnson       | KO   | 1 (10), 2:05  | 1988-10-01 | International Amphitheatre, Chicago, Illinois, U.S.                    |                                                                                                  |
| Victoria                                         | 13–2      | Wesley Smith        | TKO  | 2 (8)         | 1988-09-16 | Winston-Salem, North Carolina, U.S.                                    |                                                                                                  |
| Victoria                                         | 12–2      | David Jaco          | UD   | 10            | 1988-06-30 | Pavilion Convention Center, Virginia Beach, Virginia, U.S.             |                                                                                                  |
| Derrota                                          | 11–2      | Mike Hunter         | UD   | 6             | 1988-01-22 | Convention Hall, Atlantic City, New Jersey, U.S.                       |                                                                                                  |
| Victoria                                         | 11–1      | Kim Adams           | TKO  | 2 (8), 0:51   | 1987-08-30 | Congress Plaza Hotel, Chicago, Illinois, U.S.                          |                                                                                                  |
| Victoria                                         | 10–1      | Richard Scott       | KO   | 2 (8), 2:50   | 1987-08-11 | UIC Pavilion, Chicago, Illinois, U.S.                                  |                                                                                                  |
| Victoria                                         | 9–1       | Tim Morrison        | KO   | 1 (6), 1:01   | 1987-05-30 | DiVinci Manor, Chicago, Illinois, U.S.                                 |                                                                                                  |
| Victoria                                         | 8–1       | Fred Whitaker       | UD   | 6             | 1987-03-21 | DiVinci Manor, Chicago, Illinois, U.S.                                 |                                                                                                  |
| Victoria                                         | 7–1       | Al Evans            | UD   | 6             | 1986-12-16 | Condesa Del Mar, Alsip, Illinois, U.S.                                 |                                                                                                  |
| Victoria                                         | 6–1       | Bashir Wadud        | UD   | 6             | 1986-10-25 | DiVinci Manor, Chicago, Illinois, U.S.                                 |                                                                                                  |
| Victoria                                         | 5–1       | Larry Roberson      | TKO  | 1 (4), 2:31   | 1986-09-13 | DiVinci Manor, Chicago, Illinois, U.S.                                 |                                                                                                  |
| Victoria                                         | 4–1       | James Churn         | KO   | 1 (4), 1:19   | 1986-08-14 | Congress Plaza Hotel, Chicago, Illinois, U.S.                          |                                                                                                  |
| Victoria                                         | 3–1       | Kimmuel Odum        | MD   | 4             | 1986-06-21 | DiVinci Manor, Chicago, Illinois, U.S.                                 |                                                                                                  |
| Victoria                                         | 2–1       | Felix Shorter       | TKO  | 2 (4)         | 1986-01-18 | DiVinci Manor, Chicago, Illinois, U.S.                                 |                                                                                                  |
| Derrota                                          | 1–1       | Joey Christjohn     | UD   | 4             | 1985-12-06 | Las Vegas Hilton, Winchester, Nevada, U.S.                             |                                                                                                  |
| Victoria                                         | 1–0       | Lou Bailey          | TKO  | 1 (4), 2:35   | 1985-11-02 | Odeum Expo Center, Villa Park, Illinois, U.S.                          | Debut profesional                                                                                |